# Oligomerodes
Oligomerodes is een monotypisch geslacht van kevers uit de familie van de klopkevers (Anobiidae).

## Soort
- Oligomerodes catalinae Fall, 1905